# Andrei Petrowitsch Swjaginzew

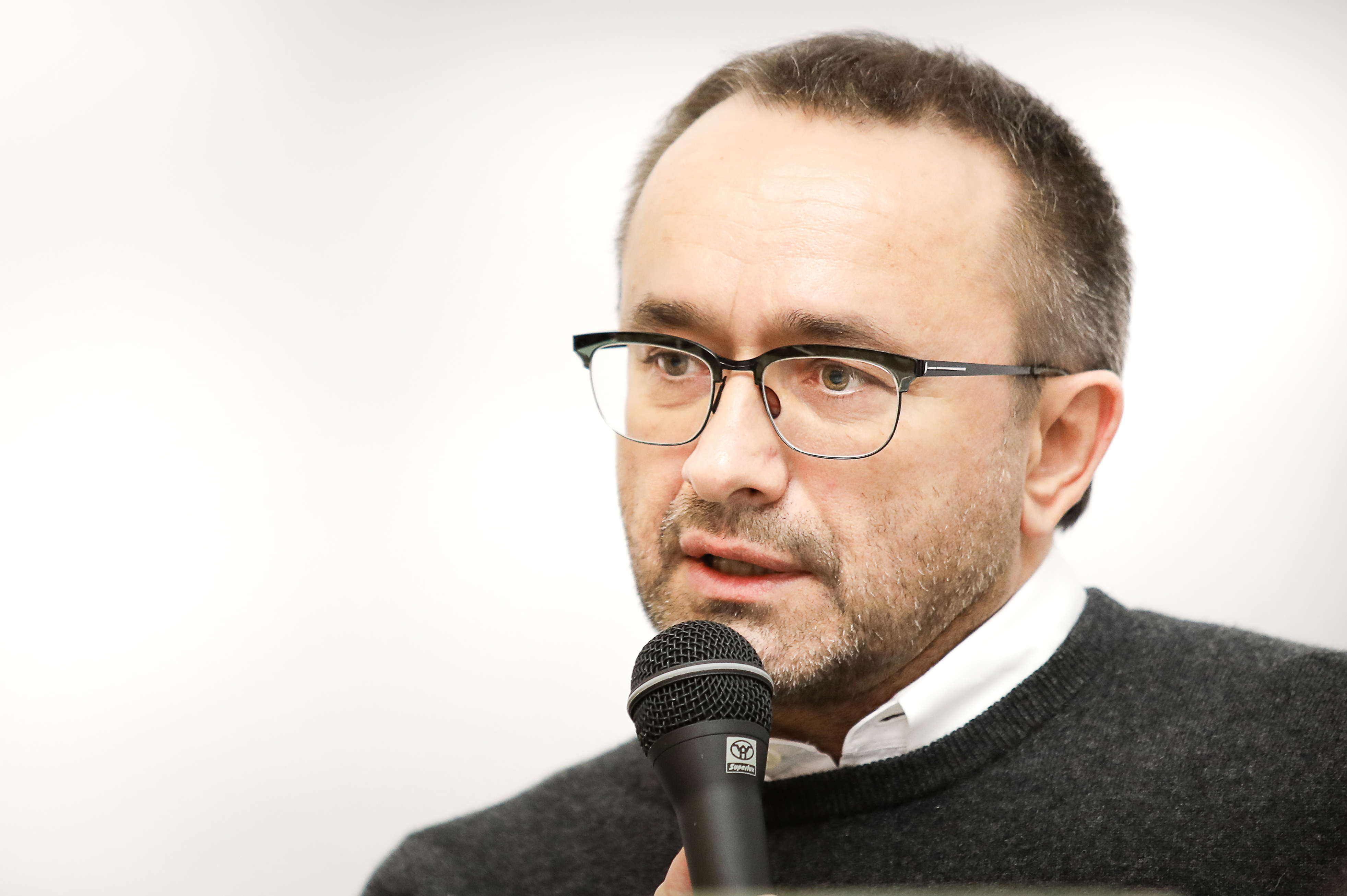
Andrei Swjaginzew (2017)

Andrei Petrowitsch Swjaginzew (internationale Schreibweise Andrey Petrovich Zvyagintsev, russisch Андрей Петрович Звягинцев; Betonung: Andréi Petrówitsch Swjáginzew, * 6. Februar 1964 in Nowosibirsk) ist ein russischer Filmregisseur.

## Leben
Swjaginzew absolvierte eine Schauspielausbildung an der Hochschule für Theater in seiner Heimatstadt Nowosibirsk. Nach dem Abschluss im Jahr 1984 sammelte er erste Bühnenerfahrungen an lokalen Theatern. 1986 zog es ihn nach Moskau, hier vervollständigte er an dem Staatlichen Institut für Theaterkunst seine Ausbildung. Ab 1990 folgten, neben der Arbeit als Theaterschauspieler, erste Engagements als Nebendarsteller in Fernsehen- und Kinofilmen.

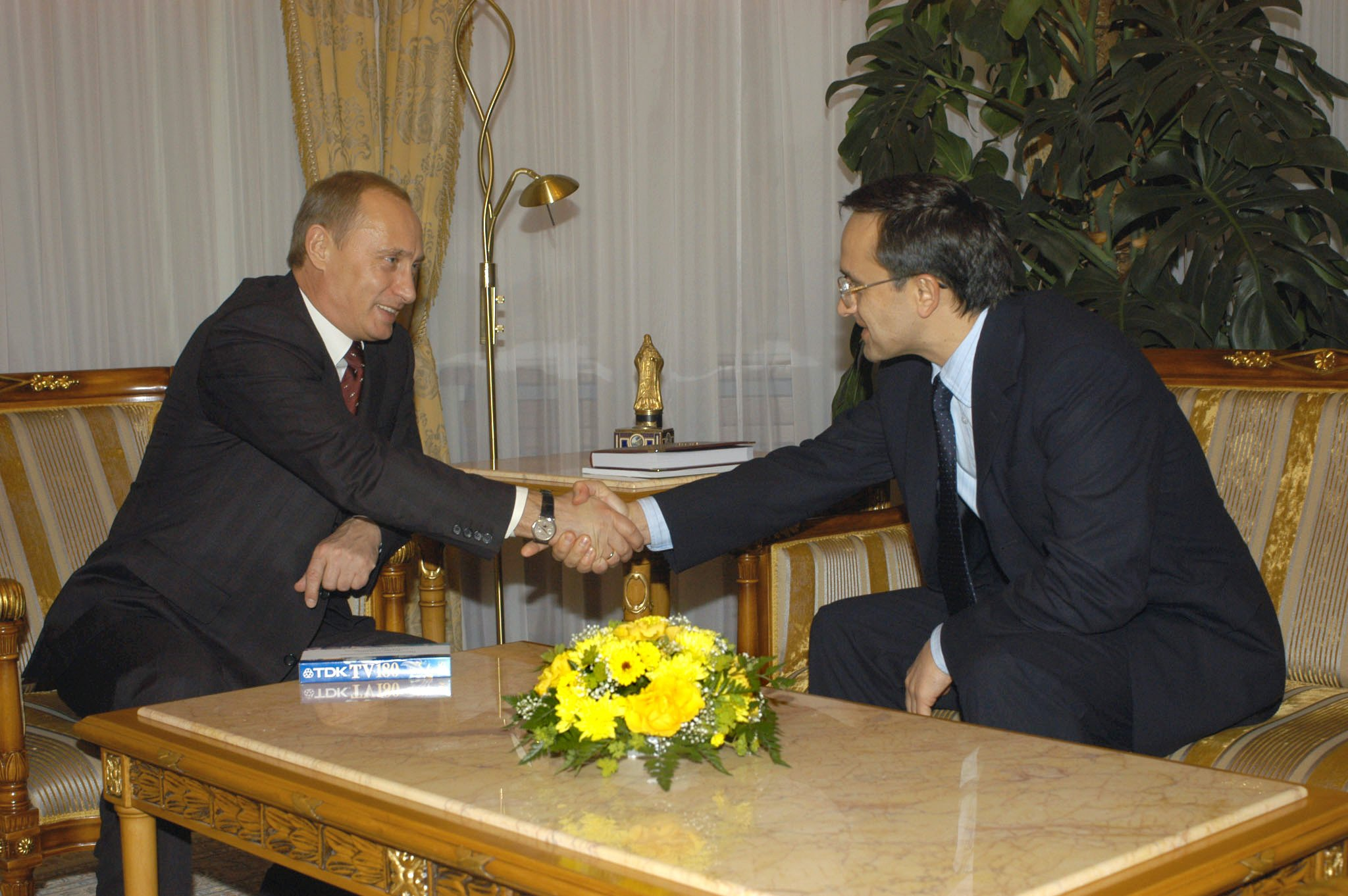
Wladimir Putin und Andrei Swjaginzew (2003)

Im Jahre 2000 wechselte er zum Fernsehsender Ren TV, da er hier die Gelegenheit erhielt als Regisseur zu arbeiten. Seine Regiearbeit in drei Folgen der Serie Das schwarze Zimmer (russisch: Чёрная комната) überzeugten und Swjaginzew konnte 2003 seinen ersten Kinofilm verwirklichen. Der Low-Budget-Film The Return – Die Rückkehr (russisch: Возвращение) wurde auf den Filmfestspielen von Venedig 2003 mit dem Goldenen Löwen und dem Lion of the Future – Luigi De Laurentiis Award for a Debut Film für den besten Debütfilm des Festivals ausgezeichnet.
Im Jahr 2007 wurde Swjaginzew mit seinem Film Die Verbannung (russisch: Изгнание), einer freien Adaption von The Laughing Matter von William Saroyan, für die Goldene Palme der 60. Internationalen Filmfestspiele von Cannes nominiert.
Er wirkte 2009 als Regisseur in dem Episodenfilm New York, I Love You mit. Sein Kurzfilm Apocrypha war nicht Bestandteil der fertigen Kinofassung, ist aber im Bonusmaterial der zugehörigen DVD enthalten.
Für seinen dritten Kinofilm Elena (russisch: Елена) erhielt Swjaginzew 2011 bei den Internationalen Filmfestspielen von Cannes im Wettbewerb des Un Certain Regard den Sonderpreis der Jury.
Der Film Leviathan (russisch: Левиафан) war 2014 in Cannes im Wettbewerb um die Goldenen Palme zu sehen, Swjaginzew gewann zusammen mit seinem Co-Autor Oleg Negin den Preis für das Beste Drehbuch. Leviathan repräsentiert Russland bei den 87. Academy Awards 2015 in der Kategorie Bester fremdsprachiger Film.
2017 erhielt Swjaginzew für Loveless erneut eine Einladung zum Filmfestival in Cannes. Im Mittelpunkt des Films steht ein russisches Ehepaar (dargestellt von Maryana Spivak und Alexey Rozin), das sich scheiden lässt und seine Eigentumswohnung verkauft, als plötzlich der gemeinsame zwölfjährige Sohn spurlos verschwindet. Swjaginzew wurde für den Film der Preis der Jury zugesprochen und erhielt auf dem Filmfest München 2017 den ARRI/Osram Award für den besten ausländischen Film. Im Jahr darauf wurde Loveless als offizieller russischer Beitrag bei der Oscarverleihung 2018 und bei den Golden Globe Awards 2018 jeweils als Bester fremdsprachiger Film nominiert.
2018 wurde er in die Wettbewerbsjury des 71. Filmfestivals von Cannes berufen.
Das russische Oscar-Committee ließ im September 2022 verlauten, man werde keinen russischen Film nominieren, worauf Swjaginzew seinen Austritt erklärte; solche Entscheidungen würden anscheinend so einsam wie in der Staatsführung beschlossen, fast alle Mitglieder hätten den Entscheid aus der Presse erfahren. Andrei Swjaginzew gab gleichzeitig den Austritt aus Berufsverbänden bekannt.
Swjaginzew lebt in Frankreich.

## Filmografie
- 2003: The Return – Die Rückkehr (russisch: Возвращение)
- 2007: Die Verbannung (russisch: Изгнание, englisch: The Banishment)
- 2009: Apocrypha (Kurzfilm)
- 2011: Elena (russisch: Елена)
- 2011: Tayna (Kurzfilm; russisch: Тайна, englisch: Mystery)
- 2014: Leviathan (russisch: Левиафан, englisch: Leviathan)
- 2017: Loveless (russisch: Нелюбовь, englisch: Loveless)

## Auszeichnungen (Auswahl)
| Kunstpreis Berlin - 2015 in der Sparte Film- und Medienkultur Bodil Awards - 2005: Nominierung in der Kategorie Bester nicht-amerikanischer Film für The Return – Die Rückkehr César - 2004: Nominierung für den Besten ausländischen Film für The Return – Die Rückkehr Chicago International Film Festival - 2007: Nominierung für den Gold Hugo – Bester Spielfilm für Die Verbannung Cottbus Film Festival of Young East European Cinema - 2007: Nominierung für den Besten Spielfilm für Die Verbannung Durban International Film Festival - 2011: Beste Regie für Jelena Europäischer Filmpreis - 2014: Nominierung in der Kategorie Beste Regie für Leviathan - 2014: Nominierung in der Kategorie Bestes Drehbuch für Leviathan mit Oleg Negin - 2014: Nominierung in der Kategorie Bester Film für Leviathan mit Alexander Rodnyansky und Sergey Melkumov - 2003: European Discovery of the Year für The Return – Die Rückkehr Fajr Film Festival - 2004: Crystal Simorgh für Beste Regie für The Return – Die Rückkehr Filmfest München - 2014: ARRI/OSRAM Award für Leviathan - 2017: ARRI/OSRAM Award für Loveless Golden Globe Award - 2015: Bester fremdsprachiger Film für Leviathan - 2004: Nominierung in der Kategorie Bester fremdsprachiger Film für The Return – Die Rückkehr - 2018: Nominierung in der Kategorie Bester fremdsprachiger Film für Loveless Guldbagge Awards - 2005: Nominierung in der Kategorie Bester ausländischer Film für The Return – Die Rückkehr Independent Spirit Award - 2015: Nominierung in der Kategorie Bester ausländischen Film für Leviathan | Internationale Filmfestspiele von Cannes - 2017: Preis der Jury für Loveless - 2014: Bestes Drehbuch für Leviathan zusammen mit Oleg Negin - 2011: Prix Un Certain Regard – Sonderpreis der Jury für Jelena Internationale Filmfestspiele von Venedig - 2003: Goldener Löwe für The Return – Die Rückkehr - 2003: Luigi De Laurentiis Award für The Return – Die Rückkehr - 2003: SIGNIS Award für The Return – Die Rückkehr - 2003: Sergio Trasatti Award für The Return – Die Rückkehr - 2003: 'CinemAvvenire' Award für The Return – Die Rückkehr Locarno International Film Festival - 2003: Nominierung für den Goldenen Leoparden für The Return – Die Rückkehr London Film Festival - 2014: Bester Film für Leviathan Oscar - 2015: Nominierung in der Kategorie Bester fremdsprachiger Film für Leviathan - 2018: Nominierung in der Kategorie Bester fremdsprachiger Film für Loveless Palm Springs International Film Festival - 2004: FIPRESCI Prize für The Return – Die Rückkehr Polnischer Filmpreis - 2005: Nominierung in der Kategorie Bester europäischer Film für The Return – Die Rückkehr São Paulo International Film Festival - 2014: Critics Award für Leviathan Sundance Film Festival - 2010: NHK Award für Jelena Thessaloniki Film Festival - 2003: FIPRESCI Prize – Special Mention für The Return – Die Rückkehr Tromsø Internasjonale Filmfestival - 2004: Publikumspreis für The Return – Die Rückkehr |